# Чивітелла-Мессер-Раймондо
Чивітелла-Мессер-Раймондо (італ. Civitella Messer Raimondo) — муніципалітет в Італії, у регіоні Абруццо, провінція К'єті.
Чивітелла-Мессер-Раймондо розташована на відстані близько 145 км на схід від Рима, 75 км на південний схід від Л'Аквіли, 30 км на південь від К'єті.
Населення — 866 осіб (2014).
Щорічний фестиваль відбувається 2 червня. Покровитель — Sant'Erasmo.

## Демографія
Населення за роками:

Станом на 1 січня 2023 року в муніципалітеті офіційно проживало 49 іноземців з 14 країн, серед них 15 громадян країн Євросоюзу та 1 громадянин України.

## Сусідні муніципалітети
- Казолі
- Фара-Сан-Мартіно
- Джессопалена
- Лама-дей-Пеліньї
- Паломбаро